# 松尾太陽
松尾太陽（ 日语：／ Matsuo Takashi，1996年9月23日—）是日本演员、歌手、模特兒。隸屬於星塵傳播製作部2部。音樂團體超特急的成員，擔任背景歌手，團體內代表顏色為純白色。團體活動時使用另一個藝名TAKASHI。 2020年6月24日，以本名“松尾太阳”的名义發表了个人歌手活动。 

## 略歷
- 2008年，小學六年級時在出生地大阪被星塵傳播的星探挖掘。
- 2010年，演藝圈出道，並首次出演电影《大奥》。
- 2011年1月27日，宣布加入EBiDAN。
- 同年11月12日，15歲的他被选为超特急的成员，但在12月25日第一次團體表演前，並沒有作為團體成員公開表演過。在加入團體前並沒有學習過歌唱與舞蹈。
- 2017年，第二次出演电影《一周的朋友》。
- 2020年9月2日，以本名松尾太阳个人歌手出道[1]。

## 人物
- “松尾太阳”是他的本名，也是他個人歌手活動時的艺名。
- 爱猫人士，老家有養貓。
- 有大11歲的姊姊，大8歲的哥哥。
- 還有一位自己出生前就去世的哥哥。家人為了希望能為家中帶來光亮，所以為他取名為「太陽」。
- 高中畢業前住在大阪老家並在大阪上學，過著大阪與東京來回通勤兼顧學業與演藝事業的生活。畢業後即一個人搬至東京生活[2][3]。
- 使用筷子、寫字與投球都是使用左手，是名左撇子。
- 曾在節目『超特急と行く！食べ鉄の旅　タイ編』的拍摄地泰国過夜時，在從便利店买饮料回家的路上被两条狗追赶，脫光鞋子光着脚跑（其实是飯店的看门狗）[4]  。

## 出演
※有關以超特急名義參與的活動，請參見相關項目。

### 电影
- 大奧 （2010年）
- サイドライン（2015年10月31日、 BS-TBS /Triple Up）- 主演 大国博巳
- 一週的朋友。 （2017年）- 飾演 桐生将吾
- 行個禮，親個吻（日语：一礼して、キス）（2017年）- 飾演 由木直潔

### 电视剧
- 護花野獸（日语：花にけだもの）（2018年4月24日 - 6月26日，富士电视台）- 飾演 和泉千隼
  - 花にけだもの〜Second Season〜（2019年8月27日 - 9月14日，富士电视台）
- FAKE MOTION-卓球の王將-（2020年4月9日 - 5月27日、日本電視台）- 飾演 海江田 翔 
  - FAKE MOTION –たったひとつの願い-（2021年1月20日 - 3月11日）
- 歡迎光臨自助洗衣店 第11集（2022年9月14日）[5]

### 电视动画
- 大福くん（2019年6月28日，东京电视台）- 飾演 软奶油大福君

### 網路劇集
- 花にけだもの（2017年10月30日 - 2018年1月1日， dTV / FOD ）- 飾演 和泉千隼
  - 花にけだもの〜Second Season〜（2019年3月23日 - 5月11日、全5話、dTV・FOD） - 飾演 和泉千隼

### 單曲
|     | 发售日            | 标题     | 規格     |
| --- | ----------------- | -------- | -------- |
| 1st | 2021 年1 月 15 日 | Magic    | 数位下载 |
| 2nd | 2021 年2 月 11 日 | 体温     | 数位下载 |
| 3rd | 2021 年3 月 17 日 | ハルの花 | 数位下载 |

### 迷你专辑
|     | 発售日       | 標題       | 規格 | Oricon公信榜 | Billboard Japan Hot Albums |
| --- | ------------ | ---------- | ---- | ------------ | -------------------------- |
| 1st | 2020年9月2日 | うたうたい | CD   | 第12名       | 第7名                      |

### 专辑
|     | 発售日       | 標題       | 規格 | Oricon公信榜 | Billboard Japan Hot Albums |
| --- | ------------ | ---------- | ---- | ------------ | -------------------------- |
| 1st | 2021年9月8日 | ものがたり | CD   | 第17名       | 第31名                     |

## 來源
1. ↑  . モデルプレス - ライフスタイル・ファッションエンタメニュース.   [2022-09-18]. （原始内容存档于2022-09-21） （日语）.
2. ↑  . 進学ナビ.   [2022-09-20]. （原始内容存档于2022-06-14） （日语）.
3. ↑  . ウォーカープラス（Walkerplus）.   [2022-09-20]. （原始内容存档于2022-09-22） （日语）.
4. ↑  . entax（エンタックス）.   [2022-09-18]. （原始内容存档于2022-09-21） （日语）.
5. ↑  . Yahoo!ニュース.   [2022-09-18]. （原始内容存档于2022-09-22） （日语）.